# Horst Wohlers
Horst Wohlers est un footballeur ouest-allemand puis allemand né le 6 août 1949 à Brunsbüttel. Il évoluait au poste de milieu central.

## Biographie

### Joueur
Horst Wohlers commence sa carrière au FC St. Pauli, en 1970, club évoluant alors en troisième division ouest-allemande,,.
En 1973-1974, le club est promu en 2. Bundesliga, et Wohlers devient titulaire. Il dispute 37 matchs de deuxième division la saison suivante,.
Wohlers devient joueur du Borussia Mönchengladbach en 1975,.
Il est sacré champion d'Allemagne de l'Ouest en 1976, puis à nouveau en 1977,.
Lors de la Coupe des clubs champions en 1976-77, Wohlers dispute neuf matchs, dont la finale perdue contre Liverpool sur le score de 1-3.
Il participe à dix matchs de la Coupe UEFA lors de la saison 1978-1979 : le club remporte la compétition contre l'Étoile rouge de Belgrade en finale.
En 1979, Wohlers est transféré au TSV 1860 Munich,.
Après trois saisons sous les couleurs de Munich, il rejoint l'Arminia Bielefeld,.
Il raccroche les crampons en 1985,.
Horst Wohlers joue au total 232 matchs pour 22 buts marqués en première division ouest-allemande. Au sein des compétitions européennes, il dispute 18 matchs de Coupe des clubs champions pour un but marqué, et 12 matchs de Coupe UEFA pour aucun but marqué. Il dispute également deux rencontres lors de la Coupe intercontinentale 1977. 

### Entraîneur
Wohlers devient entraîneur après sa carrière de joueur, et dirige des clubs comme le SC Paderborn, le Bayer Uerdingen, le FC St. Pauli, le VfB Oldenburg ou encore l'Eintracht Trèves,.

## Palmarès
Borussia Mönchengladbach
| - Championnat d'Allemagne de l'Ouest (2) : - Champion : 1975-76 et 1976-77. - Coupe UEFA (1) : - Vainqueur : 1978-79. |  | - Coupe des clubs champions : - Finaliste : 1976-77. - Coupe Kirin (1) : - Vainqueur : 1978 |